# Mama mariae
Mama mariae (лат.) — вид паразитических наездников из семейства Braconidae, единственный в составе монотипического рода Mama Belokobylskij, 2000. Восточная Палеарктика: Дальний Восток России (Хабаровский край, Приморский край), Япония (остров Хонсю).

## Описание
Длина от 2,6 до 3,6 мм. Основная окраска тела жёлтая и красновато-коричневая. Усики тонкие, нитевидые, состоят из 20-22 члеников. Голова поперечная, примерно в 1,5 раз шире своей средней длины. Нижнечелюстные щупики состоят из 5 члеников, а нижнегубные — из 3. Скутеллюм выпуклый. Скапус усиков латерально уплощённый. Переднее крыло в 3 раза длиннее своей ширины. Вторая радиомедиальная жилка переднего крыла отсутствует. Яйцеклад прямой. Вид был впервые описан в 2000 году российским гименоптерологом Сергеем Белокобыльским (ЗИН РАН, Санкт-Петербург) вместе с видами Centistes choui (Тайвань, Корея) и Centistes malaisei (Мьянма). Видовое название Mama mariae дано в память о недавно умершей Марии Ивановне Белокобыльской. Таксон близок к роду Leiophron, отличаясь сплющенным скапусом с многочисленными шипиками по внутреннему краю, прямым яйцекладом и очень короткими 1-4-м сегментами передних лапок (5-й членик увеличенный).